# 주영국 이란 대사관 인질 사건
주영국 이란 대사관 인질 사건(Iranian Embassy siege)은 1980년 4월 30일에 영국 런던에 있는 주영국 이란 대사관이 6명의 반호메이니파 이란 테러리스트에 의해 점거된 테러 사건이다. 이 사건으로 4명의 희생자가 발생했지만, 영국 육군의 특수 부대 SAS가 범인 그룹 6명 중 5명을 사살하였다.이 작전은 후에 님로드 작전(Operation Nimrod)으로 불린다.